# 黄梅县农科所
黄梅县农科所是中华人民共和国湖北省黄冈市黄梅县下辖的一个类似乡级单位。

## 行政区划
黄梅县农科所下辖以下行政区划单位：
黄梅县农科所虚拟生活区。